# 미야우라촌
미야우라촌(宮浦村)은 에히메현 오치군에 설치된 촌이다. 